# Sophie and the Giants
Sophie and the Giants (SATG) è un progetto musicale della cantautrice britannica Sophie Louise Scott.

## Storia
Sophie ha iniziato a esibirsi con il nome d'arte Sophie and the Giants nel 2015. Inizialmente, l'obiettivo del progetto era semplicemente esercitarsi nella musica con l'aiuto di amici musicisti dilettanti, ma nella primavera del 2017 Sophie decise di coinvolgere il batterista Chris Hill, il bassista Bailey Stapledon e il chitarrista Toby Holmes, tre compagni di studi di un college musicale a Guildford all'epoca, per "prendere le cose più seriamente e diventare una vera band". Successivamente, Sophie si trasferì a Sheffield con la sua band, e nell'aprile 2018 uscì il suo primo singolo, Monsters, seguito dall'EP Adolescence nell'ottobre dello stesso anno, che includeva le canzoni Bulldog, Space Girl e Waste My Air.
All'inizio del 2019, SATG si è esibita per BBC Radio Sheffield il 12 gennaio; il 15 marzo ha pubblicato il singolo The Light, scelto da Codemasters per il trailer del videogioco Race Driver: GRID. La canzone è stata utilizzata anche dalla Vodafone per una pubblicità in Germania. A giugno, Antonia Pooles ha sostituito Stapledon. Durante l'estate, SATG si è esibita ai Reading and Leeds Festivals e al Glastonbury Festival.
Un nuovo singolo, Break the Silence, è stato pubblicato ad agosto, seguito da Runaway a novembre, e a dicembre SATG si è esibita nuovamente per BBC Radio Sheffield, questa volta in diretta dagli Maida Vale Studios.
Nel 2020, Sophie ha collaborato con il DJ tedesco Purple Disco Machine per la canzone Hypnotized, pubblicata l'8 aprile, ispirata al genere musicale italo disco. La canzone ha avuto grande successo in Europa, ottenendo cinque dischi di platino in Italia e un disco di diamante in Francia. Successivamente, Sophie ha pubblicato il singolo Right Now nel febbraio 2021.
Il 12 novembre 2021, Sophie ha collaborato con Benny Benassi Dardust e Astrality per il singolo Golden Nights, consolidando ulteriormente la sua presenza nella scena musicale dance. Nel gennaio 2022, Sophie si è riunita con Purple Disco Machine per il brano In the Dark, pubblicato il 21 gennaio, che ha ottenuto lo status di disco di platino in cinque paesi, tra cui Francia e Italia.
Nel 2022, Sophie ha intrapreso un tour europeo con una nuova formazione live composta da lei e un DJ. Nello stesso anno, il 19 agosto, ha pubblicato il singolo We Own the Night.
Nel 2023, Sophie ha iniziato l'anno con la pubblicazione della canzone dance DNA in collaborazione con MEARSY il 10 marzo, che ha ottenuto un disco d'oro. Il 16 giugno è uscito il singolo Paradise in collaborazione con Purple Disco Machine.
Nel 2024, Sophie ha pubblicato il nuovo singolo Shut Up and Dance il 17 maggio, che ha scalato rapidamente le classifiche radiofoniche tedesche, raggiungendo la posizione numero 2. Il 23 agosto 2024, Sophie ha collaborato con l'icona della musica dance R3hab per il singolo All Night, che include un'interpolazione del successo All Rise dei Blue.

## Formazione
Attuale
- Sophie Louise Scott – voce (2015-presente)
- Antonia Pooles – basso (2019-presente)
- Toby Holmes – chitarra (2017-presente)
- Chris Hill – batteria (2016-presente)

Ex componenti
- Bailey Stapledon – basso (2017-2019)